# Andrena xiyuensis
Andrena xiyuensis är en biart som beskrevs av Xu och Osamu Tadauchi 2005. Andrena xiyuensis ingår i släktet sandbin, och familjen grävbin. Inga underarter finns listade i Catalogue of Life.